# ميخائيل إتش سيمون
ميخائيل إتش سيمون (بالإنجليزية: Michael H. Simon)‏ هو قاضي ومحامي أمريكي، ولد في 1 ديسمبر 1956 في الولايات المتحدة.